# HD 158633
HD 158633, Глизе 675 —звезда в циркумполярном созвездии Дракона. Звезда имеет видимую звёздную величину +6,43m и, согласно шкале Бортля, звезда видна невооружённым глазом деревенско-пригородном небе (англ. Rural/suburban transition).
Из измерений параллакса, полученных во время миссии Hipparcos известно, что звёзды удалены примерно на 41,7 св. лет (12,8 пк) от Земли. Звезда наблюдается севернее 23° ю. ш., провинции Лимпопо (ЮАР), Мозамбикского пролива, шт. Западная Австралия, Кораллового моря, Французской Полинезии и шт. Мату-Гросу-ду-Сул (Бразилия) то есть видна практически на всей территории обитаемой Земли, за исключением приполярных областей Антарктиды и южных провинций и штатов Австралии и Бразилии. Видна в северной приполярной области неба круглый год.
Звезда HD 158633 движется довольно быстро относительно Солнца: её радиальная гелиоцентрическая скорость равна −40 км/с, что почти в 4 раза больше скорости местных звёзд Галактического диска, а также это значит, что звезда приближается к Солнцу. Звезда приблизится к Солнцу на расстояние 27 св. лет через 191 000 лет, когда она увеличит свою яркость почти на единицу до величины 5,46m (то есть будет светить примерно как 41 Жертвенника светит сейчас). По небосводу звезда движутся на северо-запад.
Средняя пространственная скорость HD 158633 имеет компоненты (U, V, W)=(1.5, −50.2, 5.3), что означает U=1,5 км/с (движется по направлению к галактическому центру), V=−50,2 км/с (движется против направлении галактического вращения) и W=5,3 км/с (движется в направлении северного галактического полюса). Галактическая орбита HD 158633 находится на расстоянии от 18 536 св. лет до 28 316 св. лет от центра Галактики.

## Свойства HD 158633
HD 158633 — судя по её спектральному классу K0V является карликом спектрального класса K, что указывает на то, что водород в ядре звезды ядерным «топливом», то есть звезда находится на главной последовательности.
Судя по её массе, которая равна 0,729 {\displaystyle M_{\bigodot }} звезда начала свою жизнь как карлик спектрального класса K3. Звезда излучает энергию со своей внешней атмосферы при эффективной температуре около 5203 К, что придаёт ей характерный оранжевый цвет.
В связи с небольшим расстоянием до звезды её радиус может быть измерен непосредственно, и такая попытка была сделана в 1983 году Данные об этом измерении приведены в таблице:
| Имя звезды | Год  | m    | Спектр | D (mas) | Rабс ({\displaystyle R_{\bigodot }}) | Комм.  |
| Глизе 675  | 1983 | 6.43 | K0V    | —       | 0.86                                 | [ 14 ] |

Сейчас мы знаем, что радиус звезды должен быть 0,789 {\displaystyle R_{\bigodot }}, то есть измерение 1983 года было достаточно точным. Измерения радиуса сделанные во время миссии Gaia дают примерно такую же картину.
Светимость звезды, равная 0,409 {\displaystyle L_{\bigodot }}, типична для звезды спектрального класса K0. Для того, чтобы планета, аналогичная нашей Земле, получала бы примерно столько же энергии, сколько она получает от Солнца, её надо было бы поместить на расстоянии 0,64 а. е., то есть в точку полпути между Меркурием и Венерой. Причём с такого расстояния HD 158633 выглядела бы на 31 % больше нашего Солнца, каким мы его видим с Земли — 0,66° (угловой диаметр нашего Солнца — 0,5°).
Звезда имеет поверхностную гравитацию 4,8 СГС или 631 м/с2, то есть в 2,3 раза больше, чем на Солнце (274,0 м/с2). Звёзды, имеющие планеты, имеют тенденцию иметь большую металличность по сравнению Солнцем и HD 158633 имеет значение металличности значительно меньшее, чем солнечное значение −0.43, то есть почти 37 % от солнечного значения.
Звезда довольно старая и её текущий возраст равен 4,27 млрд.. Также известно, что звёзды с массой 0,729 {\displaystyle M_{\bigodot }} живут на главной последовательности порядка 24,2 млрд. лет, то есть очень нескоро HD 158633 станет красным гигантом, а затем, сбросив внешние оболочки, станет белым карликом. Предполагая, что эволюция жизни на углеродной основе, носит универсальный характер и полагая, что космосе действуют те же законы, что и на Земле, можно сказать, что на планете аналогичной Земле рядом с HD 158633 эволюция находится на стадии палеозоя, а более конкретно на стадии нижнего каменноугольного периода: в это время появляются конодонты, одни из первых хордовые организмов. У звезды также, возможно, спутник на очень близкой орбите, однако никах параметров ни орбиты ни спутника не известны.

## Ближайшее окружение звезды
Следующие звёздные системы находятся на расстоянии в пределах 20 световых лет от звезды HD 158633 (включены только: самая близкая звезда, самые яркие (<6,5m) и примечательные звёзды). Их спектральные классы приведены на фоне цвета этих классов (эти цвета взяты из названий спектральных типов и не соответствуют наблюдаемым цветам звёзд):
| Звезда      | Спектральный класс | Расстояние, св. лет |
| 26 Дракона  | G0V                | 5.97                |
| 19 Дракона  | F8 V               | 8.00                |
| Хи Дракона  | F7 V               | 16.01               |
| HD 133002   | F9 V               | 16.24               |
| Эта Цефея   | K0IV               | 17.26               |
| BY Дракона  | K6Ve               | 18.76               |
| 44 Волопаса | G0 Vnv             | 19.19               |
| Глизе 623   | M3.0V / MD ~       | 19.47               |

Рядом со звездой, на расстоянии 20 световых лет, есть ещё порядка 15 красных, оранжевых карликов и жёлтых карликов спектрального класса G, K и M, а также 5 белых карликов которые в список не попали.